# کمیسیون تنظیم مقررات کازینو (ژاپن)
کمیسیون تنظیم مقررات کازینو ژاپن (به انگلیسی: Japan Casino Regulatory Commission) (به ژاپنی: カジノ管理委員会) که به صورت JCRC هم نوشته می‌شود، یک آژانس دولت ژاپن است. این کمیسیون یک کمیته اداری مشارکتی است که تحت صلاحیت نخست‌وزیر به عنوان دفتری خارج از کابینه تأسیس شده‌است.
JCRC در ۷ ژانویه ۲۰۲۰ تأسیس شد.